# Wolfgang Overath
Wolfgang Overath (Siegburg, 29 de setembro de 1943) é um ex-futebolista alemão. É também um dos 7 jogadores a terem conquistado ambas medalhas de ouro, de prata e de bronze em Copas do Mundo FIFA.

## Carreira
Das categorias de base do Siegburg, de sua cidade natal, foi em 1962 (ano de criação da Bundesliga) para o Colônia, o único clube em que jogaria profissionalmente. Com o Colônia, conquistou a edição de 1964 da Bundes e a Copa da Alemanha de 1968.
Um ano após iniciar a carreira, já era chamado pela Seleção Alemã-Ocidental. Na Mannschaft, foi vice-campeão mundial em 1966 e terceiro colocado em 1970. Após ser preterido no título da Eurocopa 1972 pelo concorrente Günter Netzer, roubou-lhe a titularidade na Copa do Mundo de 1974, quando foi um dos maestros da Alemanha Ocidental, sede e enfim campeã com Overath no elenco.
Ele, que é um dos poucos jogadores a ter conquistado ouro, prata e bronze em Copas do Mundo, l e desde 2004 é presidente do Colônia.

## Títulos
1. Fußball-Club Köln 01/07:
Bundesliga: 1963–64
Copa da Alemanha: 1968-1969 e 1976-1977
Seleção Alemã de Futebol:
Copa do Mundo FIFA: 1974
Individuais
- Seleção da Bundesliga: 1965–66, 1967–68, 1969–70, 1973–74
- FIFA XI: 1968[
- FIFA World Cup All-Star Team: 1974